# Victor Vaida
Victor Vaida (n. 13 septembrie 1945) a fost un deputat român în legislația 1990-1992, în perioada 18 iunie 1990-4 mai 1992 când a demisionat și a fost înlocuit de către deputatul Nicolae Ungureanu (politician).  Victor Vaida a fost membru în grupurile parlamentare de prietenie cu Germania, China, Australia, Polonia, Libanul și Argentina. A fost deputat MER (Mișcarea Ecologistă din România) și liderul grupului parlamentar ecologist-social-democrat din Camera Deputaților (1991-1992).
A fost viceprimar la Primăria județului Hunedoara (ian. 1990-aug. 1990). A fost vicepreședinte(mai 1991-aprilie 1993) și președinte-director general al RENEL(Regia Națională de Electricitate)(mai 1993-martie 1995).
A fost prefectul județului Hunedoara (oct.1994-ian.1995). A fost președintele Consiliului Județean P.S.D.Hunedoara (2004-20077), membru al Consiliului Național P.S.D.(2004-2009).